# Доміно (фільм, 2005)
«Доміно» (англ. Domino) — американський кримінальний бойовик режисера і продюсера Тоні Скотта, що вийшов 2005 року, спільне виробництво Франції, США і Великої Британії. У головних ролях Кіра Найтлі, Міккі Рурк, Едґар Рамірез. Стрічку знято на основі реальних подій.
Сценаристом був Річард Келлі, продюсером був Семюел Гадіда. Вперше фільм продемонстрували 25 вересня 2005 року у Канаді кінофестивалі у Монреалі. В Україні у кінопрокаті прем'єра фільму відбулась 24 листопада 2005 року.

## Сюжет
Доміно, донька американського актора Лоренса Гарві, могла стати кінозіркою і моделлю, проте обрала професію «мисливиці за головами». Вона разом із колишніми злочинцями шукають і ловлять тих, хто зник чи переховується після виходу з тюрми під заставу.

## У ролях
| Актор            | Персонаж                                            | Роль                                      |
| ---------------- | --------------------------------------------------- | ----------------------------------------- |
| Кіра Найтлі      | Доміно Харві (англ. Domino Harvey)                  | мисливиця за головами                     |
| Міккі Рурк       | Ед Мосбі (англ. Ed Moseby)                          | мисливець за головами, колега Доміно      |
| Едґар Рамірез    | Чоко (англ. Choco)                                  | мисливець за головами, колега Доміно      |
| Делрой Ліндо     | Клермонт Вільямс III (англ. Claremont Williams III) | власник бізнесу броньованих машин         |
| Мо'Нік           | Латіша Родріґез (англ. Lateesha Rodriguez)          | коханка Клермонта                         |
| Міна Суварі      | Кіммі (англ. Kimmie)                                |                                           |
| Жаклін Біссет    | Софі Вінн (англ. Sophie Wynn)                       | мати Доміно                               |
| Дебні Коулмен    | Дрейк Бішоп (англ. Drake Bishop)                    | мільярдер, власник Стратосфери Лас Вегаса |
| Пітер Джекобсон  | Барк Бекетт (англ. Burke Beckett)                   |                                           |
| Дейл Діккі       | Една Фендер (англ. Edna Fender)                     |                                           |
| Люсі Лью         | Тейрін Мілз (англ. Taryn Mills)                     | кримінальний психолог                     |
| Крістофер Вокен  | Марк Хейс (англ. Mark Heiss)                        | продюсер                                  |
| Том Вейтс        |                                                     | мандрівник                                |
| Ян Зірінг        |                                                     | камео                                     |
| Браян Остін Грін |                                                     | камео                                     |

## Сприйняття

### Критика
Фільм отримав змішано-негативні відгуки: Rotten Tomatoes дав оцінку 18 % на основі 152 відгуків від критиків (середня оцінка 3,9/10) і 57 % від глядачів із середньою оцінкою 3,1/5 (246,282 голоси). Загалом на сайті фільми має неганий рейтинг, фільму зарахований «гнилий помідор» від кінокритиків і «розсипаний попкорн» від глядачів, Internet Movie Database — 5,9/10 (49 775 голосів), Metacritic — 36/100 (36 відгуків критиків) і 5,1/10 від глядачів (63 голоси). Загалом на цьому ресурсі від критиків фільм отримав негативні відгуки, а від глядачів — змішані.

### Касові збори
Під час показу в Україні, що стартував 12 листопада 2005 року, протягом першого тижня фільм зібрав 72,566 $.
Під час показу у США, що розпочався 14 жовтня 2005 року, протягом першого тижня фільм був показаний у 2,223 кінотеатрах і зібрав 4,670,120 $, що на той час дозволило йому зайняти 7 місце серед усіх прем'єр. Показ фільму протривав 28 днів (4 тижнів) і завершився 10 листопада 2005 року. За цей час фільм зібрав у прокаті у США 10,169,202  доларів США, а у решті світу 12,775,300  доларів США (за іншими даними 12,800,000 $), тобто загалом 22,944,502   доларів США (за іншими даними 22,969,202 $) при бюджеті 50 млн $.

### Нагороди і номінації[11]
| Рік  | Нагорода              | Категорія                        | Номінант | Результат |
| ---- | --------------------- | -------------------------------- | -------- | --------- |
| 2006 | Golden Trailer Awards | Найкращий звукомонтаж у трейлері | стрічка  | Перемога  |

### Виноски
1. 1 2  Domino: Release Info (англ.). Internet Movie Database. Архів оригіналу за 18 серпня 2013. Процитовано 24 грудня 2013.
2. 1 2  Доміно (англ.). Kino-teatr.ua. Архів оригіналу за 25 грудня 2013. Процитовано 24 грудня 2013.
3. 1 2 3 4  Domino (англ.). The Numbers. Архів оригіналу за 25 грудня 2013. Процитовано 24 грудня 2013.
4. 1 2 3  Domino (англ.). Box Office Mojo. Архів оригіналу за 15 грудня 2013. Процитовано 24 грудня 2013.
5. 1 2 3  Domino (англ.). Internet Movie Database. Архів оригіналу за 8 грудня 2013. Процитовано 24 грудня 2013.
6. ↑  Domino (англ.). AllMovie. Архів оригіналу за 22 лютого 2014. Процитовано 24 грудня 2013.
7. 1 2  Domino: Full Cast & Crew (англ.). Internet Movie Database. Архів оригіналу за 26 березня 2016. Процитовано 24 грудня 2013.
8. ↑  Domino (англ.). Rotten Tomatoes. Архів оригіналу за 28 жовтня 2008. Процитовано 24 грудня 2013.
9. ↑  Domino (англ.). Metacritic. Архів оригіналу за 16 квітня 2014. Процитовано 24 грудня 2013.
10. ↑  Domino — Ukraine Weekend Box Office (англ.). Box Office Mojo. Архів оригіналу за 25 грудня 2013. Процитовано 24 грудня 2013.
11. ↑  Domino: Awards (англ.). Internet Movie Database. Архів оригіналу за 5 березня 2016. Процитовано 24 грудня 2013.